# Peter Aaby
Peter Aaby (* 6. November 1944 in Lund, Schweden) ist ein dänischer Anthropologe und Epidemiologe.

## Leben
Peter Aaby arbeitete von 1976 bis 1978 als Wissenschaftler am Institut für Ethnologie und Anthropologie der Universität Kopenhagen. Von 1978 bis 1980 war er Dozent am Institut für Ethnologie in Uppsala und von 1981 bis 1991 am Institut für Ethnologie und Anthropologie der Universität Kopenhagen. Gegenwärtig ist er Professor am staatlichen dänischen epidemiologischen Forschungsinstitut Statens Serum Institut
1978 gründete Aaby und leitet seither das Bandim Health Project im westafrikanischen Guinea-Bissau, ein Forschungsprojekt zur populationsbasierten Gesundheitsforschung. Kern ist ein Gesundheits- und Bevölkerungsüberwachungssystem, das in städtischen und ländlichen Gebieten Informationen über Gesundheit, Krankheiten, Impfungen, Stillen usw. von mehr als 100.000 Menschen sammelt, wobei der Schwerpunkt auf Frauen und Kindern liegt. Das Projekt basiert auf der Zusammenarbeit zwischen dem Gesundheitsministerium Guinea-Bissau und dänischen Wissenschaftlern des staatlichen immunologischem Forschungsinstituts Statens Serum Institut, der Syddansk Universitet und der Universität Aarhus. Es ist Mitglied des INDEPTH-Netzwerks für Gesundheits- und Bevölkerungsüberwachung in Afrika, Asien und Ozeanien.
In Auswertung der im Bandim Health Project erfassten Daten dokumentierte Aaby heterologe Effekte von Impfstoffen. „Heterologe Effekte“ oder „off-target effects“ sind unspezifische Wirkungen von Impfstoffen, die über die spezifischen Schutzwirkungen gegen die Zielerkrankungen hinausgehen. Die Wirkungen hängen sowohl vom Impfstoff als auch vom Geschlecht des Säuglings ab.
2020 wurde er Mitglied der Academia Europaea.